# Lilla Resjön
Lilla Resjön är en sjö i Motala kommun i Östergötland och ingår i Motala ströms huvudavrinningsområde. Sjön har en area på 0,174 kvadratkilometer och ligger 110,3 meter över havet.

## Delavrinningsområde
Lilla Resjön ingår i det delavrinningsområde (649624-145243) som SMHI kallar för Rinner till Utloppet av Vättern. Medelhöjden är 122 meter över havet och ytan är 53,4 kvadratkilometer. Det finns inga avrinningsområden uppströms utan avrinningsområdet är högsta punkten. Avrinningsområdets utflöde Motala Ström mynnar i havet. Avrinningsområdet består mestadels av skog (56 procent), öppen mark (10 procent) och jordbruk (22 procent). Avrinningsområdet har 2,58 kvadratkilometer vattenytor vilket ger det en sjöprocent på 1,5 procent. Bebyggelsen i området täcker en yta av 10,46 kvadratkilometer eller 6 procent av avrinningsområdet.